# Дуб Мозолевського
Дуб Мозолевського — ботанічна пам'ятка природи місцевого значення в Україні, розташована в Києві, у Оболонському районі.  

## Опис
Об’єкт являє собою дерево дуба черещатого, віком понад 400 років. На висоті 1,3 м дерево має обхват 4,2 м, висота становить 25 м.  

## Охоронний статус
Пам'ятка отримала статус ботанічної пам'ятки природи місцевого значення відповідно до рішення Київради від 21 лютого 2013 року № 15/9072.  

## Розташування
Дерево розташоване в Оболонському районі, на дитячому майданчику в обгородженому парку, у лівому кутку між вулицею Байди-Вишнивецького (колишня Осиповського) та вулицею Вишгородською, за 50 метрів від нижнього ставка. Землекористувачем є ПАТ "Агрофірма Троянда".  
Вулицю Осиповського було перейменовано на Байди-Вишнивецького згідно з рішенням Київської міської ради від 25 серпня 2022 року № 4971/5012.  

## Галерея

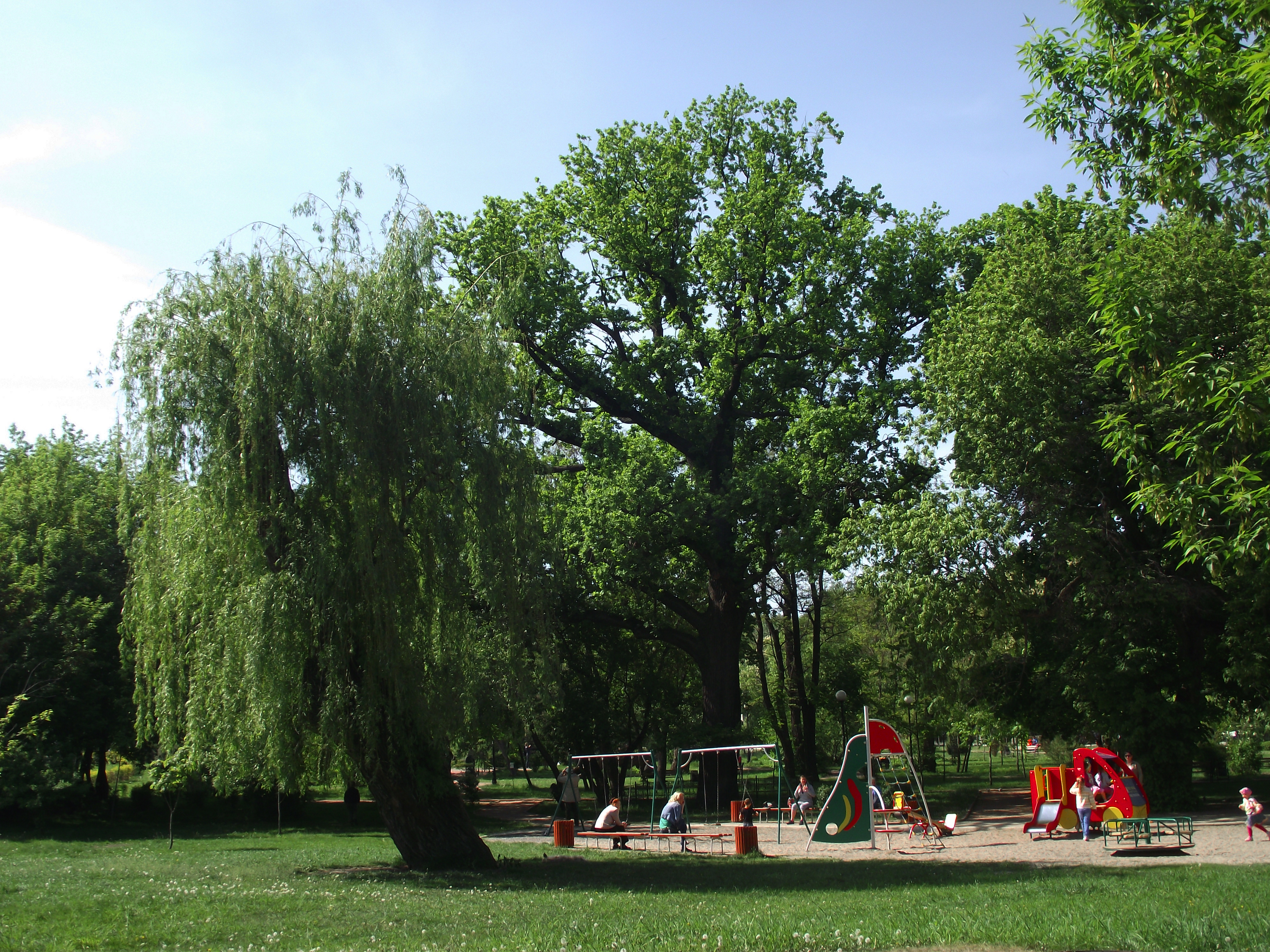
Дуб Мозолевського